# Liste öffentlicher Bücherschränke im Landkreis Emmendingen
In der Liste öffentlicher Bücherschränke im Landkreis Emmendingen sind öffentliche Bücherschränke für Orte, die zum Landkreis Emmendingen in Baden-Württemberg gehören, aufgeführt. Sie ist primär nach Orten sortiert, unabhängig davon, ob es sich um Ortsteile, Gemeinden oder Städte handelt. Der Artikel ist Teil der übergeordneten Liste öffentlicher Bücherschränke in Baden-Württemberg. Ein öffentlicher Bücherschrank ist ein Schrank oder schrankähnlicher Aufbewahrungsort mit Büchern, der dazu dient, Bücher kostenlos, anonym und ohne jegliche Formalitäten zum Tausch oder zur Mitnahme anzubieten. Die Liste erhebt keinen Anspruch auf Vollständigkeit.

## Öffentliche Bücherschränke im Landkreis Emmendingen
Derzeit sind im Landkreis Emmendingen 10 öffentliche Bücherschränke erfasst (Stand: 20. Jan. 2022):
| Bild | Ausführung    | Ort                      | Seit         | Anmerkung | Geokoordinaten                                                                            |
| ---- | ------------- | ------------------------ | ------------ | --- | ----------------------------------------------------------------------------------------- |
|      | Bücherschrank | Bahlingen am Kaiserstuhl |              | Bahlingen am Kaiserstuhl, Rathausarkaden | ⊙ Webergässle 2                                                                           |
|      | Bücherschrank | Biederbach               | Dez. 2019    | Bushaltestelle im Ortsteil Dorf | ⊙ Dorfstraße                                                                              |
|      | Bücherregal   | Buchholz                 |              | Bücherregal am Rathaus Waldkirch-Buchholz | ⊙                                                                                         |
|      | Telefonzelle  | Denzlingen               | 2012         | | ⊙ Hauptstraße 124                                                                         |
|      |               |                          | Juni 2018    | | ⊙                                                                                         |
|      | Bücherregal   | Emmendingen-Mundingen    |              | Regal im Schopf rechts neben Rathaus | ⊙ Rathausplatz 1                                                                          |
|      | Schrankregal  | Endingen am Kaiserstuhl  | 1. Sep. 2013 | Weingut Winzerhof Linder, Donnerstags bis Sonntags 14:30–21 Uhr                                                                                         | ⊙ Stollbruckstraße 12                                                                     |
|      | Bücherschrank | Rheinhausen im Breisgau  | Apr. 2021    | Im Unterstand vor dem Haupteingang des Generationenhauses St. Josef                                                                                     | ⊙ Im Bürgerzentrum 1                                                                      |
|      | Telefonzelle  | Sexau                    |              | | ⊙ Altenheim Ernst-Bühler-Weg                                                              |
|      | Bücherschrank | Simonswald               | 2022         | Bücherschränke an 2 Standorten: 1) Bücher-Kühlschrank in der Bushaltestelle „Adler“ und 2) mehrere Bücherschränke im alten Buswartehäuschen am Sägplatz | 1) ⊙ Bushaltestelle am Adler / Martinshof 2) ⊙ Am Sägplatz neben dem Spielplatz Grasmücke |
|      | Schrankregal  | Teningen                 |              | Evangelisches Gemeindehaus | ⊙ Martin-Luther-Straße 8a                                                                 |

## Statistik
Zu einem Vergleich mit den anderen Land- und Stadtkreisen Baden-Württembergs sowie zum Landesdurchschnitt siehe die Statistik öffentlicher Bücherschränke in Baden-Württemberg.